# DigiForum
DigiForum is een Belgisch e-news platform. Maandelijks publiceert digiForum 3 nieuwsbrieven per e-mail, gericht aan specifieke sectoren. DigiForum werd opgericht in 2004 en overgenomen in 2008. Momenteel telt het digitaal tijdschrift in totaal ongeveer 40000 abonnees. Naast de eigen redactionele inhoud met sectorgerelateerd nieuws, werkt digiForum samen met partners die de nieuwsbrieven van extra inhoud voorzien.
Nieuwsbrieven
- DigiForum Architect telt 4569 lezers en bundelt architectuurnieuws en -trends.
- DigiForum Wellness telt 4473 lezers en bundelt nieuws uit de wellness-, fitness- en beautywereld.
- DigiForum Ondernemer telt 28063 lezers en bundelt sectorgerelateerd nieuws voor kmo-ondernemers.